# 尚博-阿利耶尔
尚博-阿利耶尔（法語：Chambost-Allières，法語發音：[ʃɑ̃bo aljɛʁ]）是法国罗讷省的一个市镇，属于索恩河畔自由城区。该市镇由尚博（Chambost）和阿利耶尔（Allières）两村镇组成。

## 地理
尚博-阿利耶尔（46°1'6"N, 4°29'55"E）面积14.14 平方千米，位于法国奥弗涅-罗讷-阿尔卑斯大区罗讷省，该省份为法国中东部省份，北起顺时针与索恩-卢瓦尔省、安省、里昂大都会、伊泽尔省和卢瓦尔省接壤。
与尚博-阿利耶尔接壤的市镇（或旧市镇、城区）包括：阿泽尔格河畔拉米尔、沙姆莱、莱特拉、圣瑞斯特达夫赖、格朗里、圣西尔勒沙图、里沃莱。

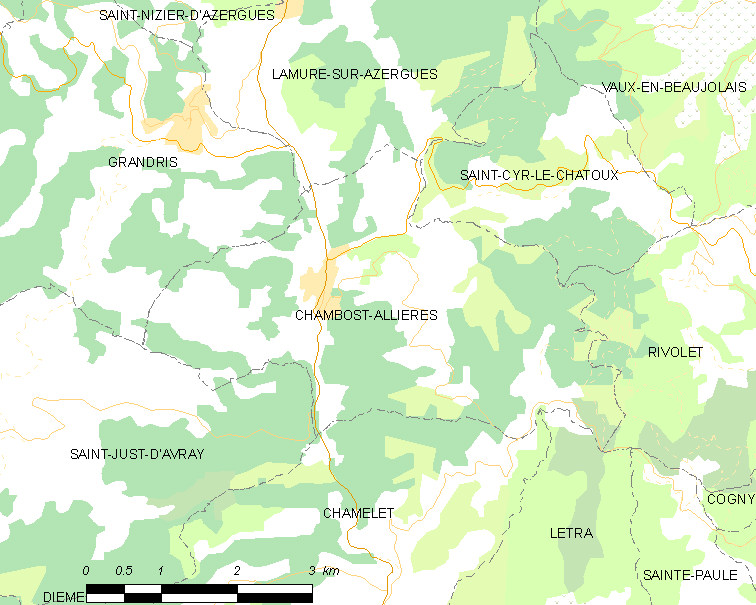
尚博-阿利耶尔的OSM定位图

尚博-阿利耶尔的时区为UTC+01:00、UTC+02:00（夏令时）。

## 行政
尚博-阿利耶尔的邮政编码为69870，INSEE市镇编码为69037。

## 政治
尚博-阿利耶尔所属的省级选区为塔拉尔县。

## 人口

1962-2008年间尚博-阿利耶尔人口变化图示

尚博-阿利耶尔于2022年1月1日时的人口数量为819人。